# Rudolf Paltauf
Rudolf Maria Paltauf (* 16. Dezember 1862 in Judenburg; † 11. März 1936 in Wien) war ein österreichischer Jurist und Politiker. Er war österreichischer Justizminister (1920–1922).

## Biografie
Paltauf wurde als Sohn eines Arztes und Bruder des Pathologen Richard Paltauf geboren. Ein weiterer Bruder war Arnold Paltauf (1860–1893), ein Professor für forensische Medizin an der Deutschen Universität Prag. Paltauf besuchte das 1. Staatsgymnasium in Graz, wo er nach seinem Abschluss Rechtswissenschaften studierte. Während seines Studiums wurde er 1880 Mitglied der Akademischen Burschenschaft Stiria Graz. 1886 wurde er zum Dr. iur. promoviert. Ab 1884 war er Richter in Untersteiermark und Kärnten, dann Staatsanwalt in Marburg und Oberstaatsanwaltstellvertreter in Graz. Er wurde 1909 als Sektionsrat ins Justizministerium berufen, wurde 1911 Ministerialrat und 1918 Sektionschef. Am 20. November 1920 wählte ihn der Nationalrat zum Justizminister. Dieses Amt bekleidete er bis zum 31. Mai 1922. Nach seinem Rücktritt wurde er Präsident des Oberlandesgerichts und Präsident des Gefällsobergerichtes in Wien. 1927 wurde er pensioniert.

## Ehrungen
- Ritter des Österreichisch-kaiserlichen Leopold-Ordens
- Kriegskreuz für Zivilverdienste II. Klasse
- 1927: Großes Goldenes Ehrenzeichen am Bande für Verdienste um die Republik Österreich